# 似象鸟龙属
似象鸟龙（属名：Aepyornithomimus，意为“象鸟的模仿者”）是蒙古德加多克塔组的一属似鸟龙科兽脚类恐龙，生存于大约八千万年前的晚白垩世坎帕阶，被认为分布于当时的沙漠环境中。模式种是图格里克似象鸟龙（A. tugrikinensis）。

## 发现历史

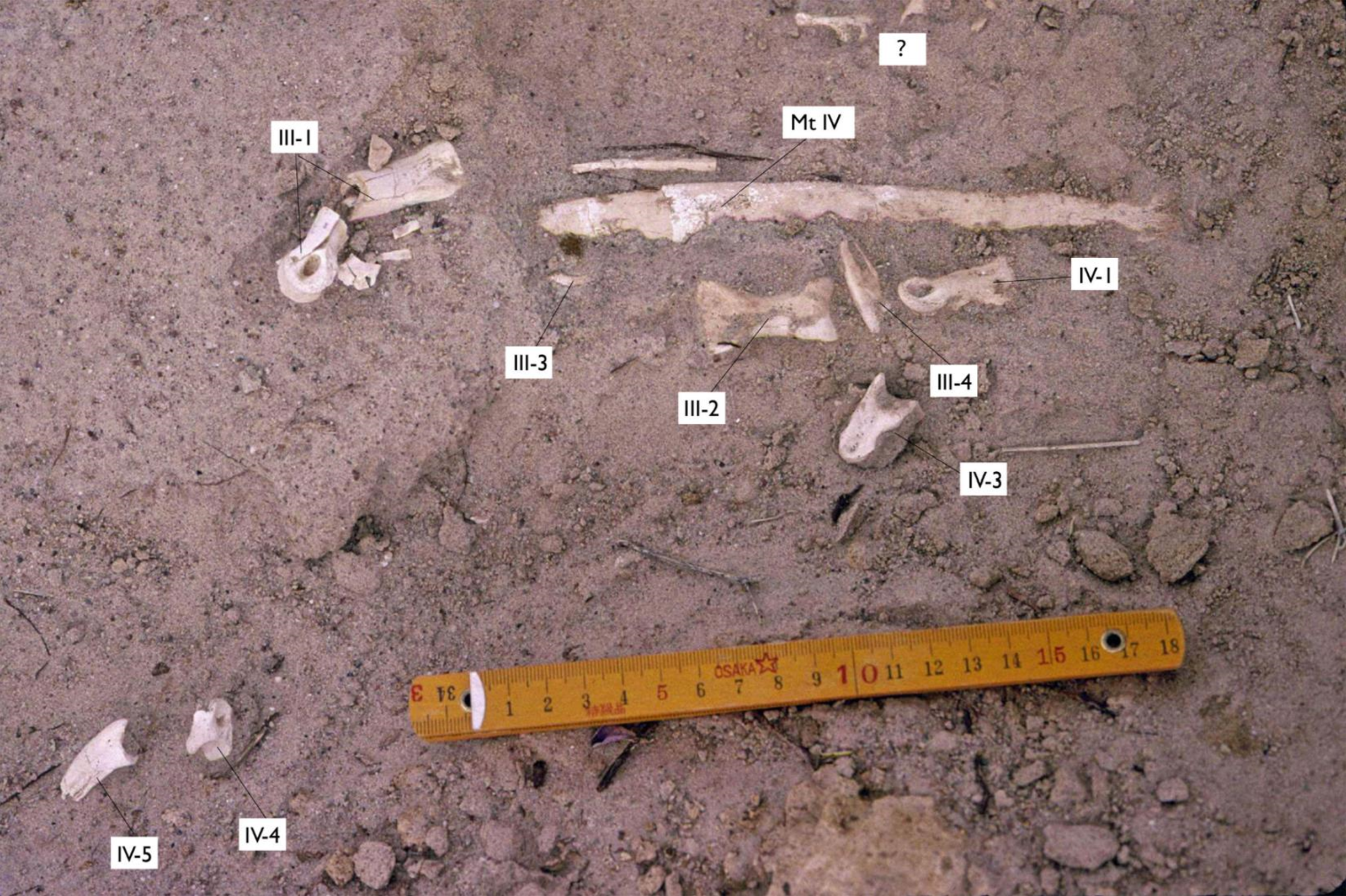
挖掘过程中的MPC-D 100/130

正模标本MPC-D 100/130发现于德加多克塔组的托格林什雷地（Tögrögiin Shiree）的砂岩中。1994年，铃木茂（Shigeru Suzuki）在对戈壁沙漠进行的日本（HMNS）－蒙古（IPG）古生物联合考察中认为该地区是由半干旱的风蚀沉积物和不规则的、具有交错层理的浅灰色沙和砂岩组成。标本由一只几乎完整的左脚组成，上面保留了部分距骨、完整的跟骨和第三跗骨的下段，现保存于蒙古科学院古生物与地质研究所。2017年，标本由查巴塔尔·钦佐里格（Tsogtbaatar Chinzorig）、小林快次（Yoshitsugu Kobayashi）、基希杰夫·查巴塔尔（Khishigjav Tsogtbaatar）、菲力·柯里（Philip J. Currie）、渡部真人（Mahito Watabe）和瑞钦·巴思钵（Rinchen Barsbold）等人正式叙述并命名为似鸟龙类新属新种图格里克似象鸟龙（Aepyornithomis tugrikinensis）。属名Aepyornithomimus取自平胸鸟类象鸟（Aepyornis）和拉丁语mimus（“模仿者”），因为两者的脚部结构具有相似性；种名tugrikinensis取自化石发现地托格林什雷地。

## 分类

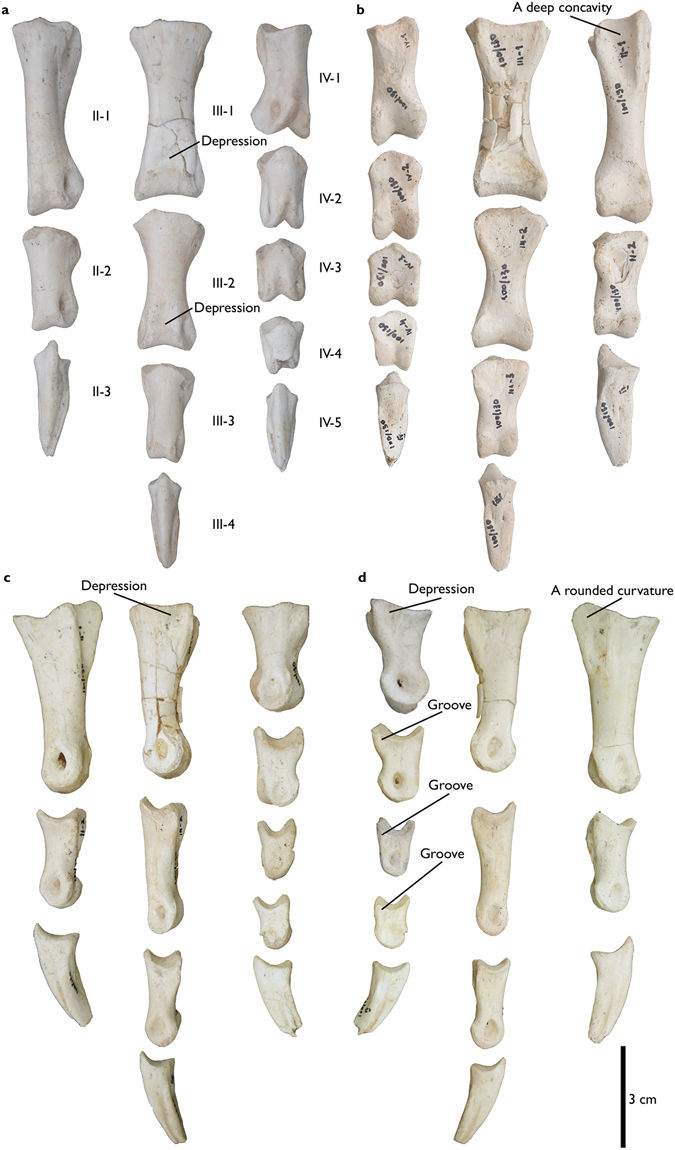
趾骨

支序分析发现似象鸟龙是一种衍生似鸟龙科，与似鸵龙、似鸟龙、似鸡龙和似鹅龙有密切的亲缘关系。这组衍生似鸟龙科间的确切演化关系尚不确定，但与恐手龙科和古似鸟龙（与贝斯克提组的一个未命名分类单元处于同一分支）密切相关。在形态学上，似象鸟龙跖骨则显示出了一种处于基群和更衍生物种间的过渡状态，表明该属在似鸟龙科演化支中具有中间位置。

## 古生物学

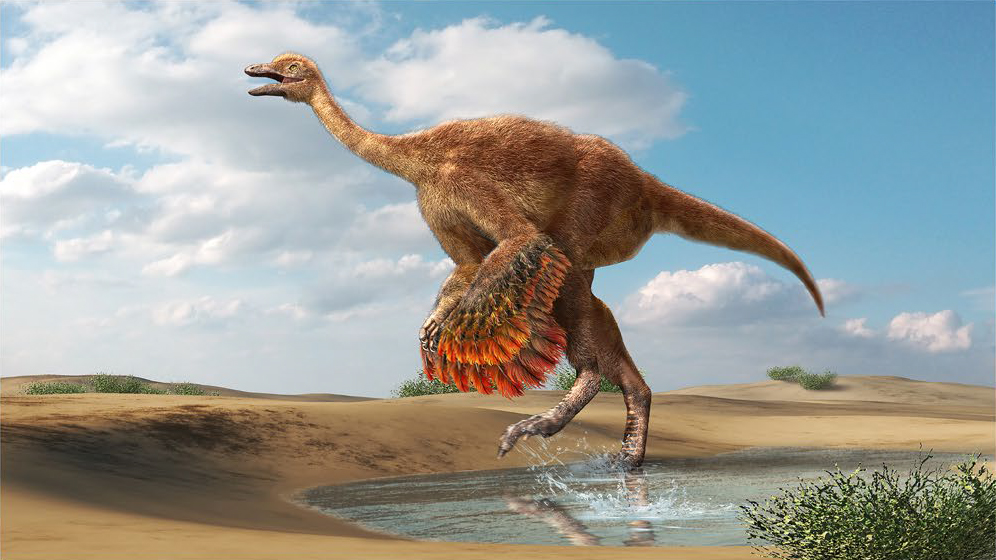
复原图

似象鸟龙所在的德加多克塔组是一个类似现在戈壁沙漠的干旱风成沙漠。后来在坎帕阶至马斯特里赫特阶期间，气候又转向耐梅盖特组更潮湿的河流环境。似象鸟龙是在这些早期干燥沉积物中发现的第一种可鉴别的似鸟龙科，表明该类群能够忍受各种环境条件。